# ザドニー・トルジェバニ - ロホヴィツェ線
ザドニー・トルジェバニ～ロホヴィツェ線（チェコ語: Železniční trať Zadní Třebaň – Lochovice）は、チェコ国鉄の鉄道線の名称である。路線番号は172。
1901年、帝立王立国有鉄道の路線として開業した。

## 運行形態
全て各駅停車で、線内のみの運行。平日は一日10往復、休日は一日8往復運行で、日中は2～3.5時間間隔の運行となる。この他、平日の朝・夕方にはザドニー・トルジェバニ - リテニ間の区間列車も運行され、合計で1時間に1本の列車が確保されている。ザドニー・トルジェバニで171号線のプラハ方面・ベロウン方面双方と接続する。
2017年以前は、平日は一日8往復、休日は一日7往復運行で、またリテニ以東の区間列車も運行していなかった。2018-20年は、平日一日9往復、休日一日8往復の運行であった。

## 駅一覧
以下では、チェコ国鉄172号線の駅と営業キロ、停車列車、接続路線などを一覧表で示す。なお、全て各駅停車である。
| 路線名 | 駅名                           | 駅間営業キロ | 累計営業キロ | 接続路線 | 所在地         | 所在地     |
| ------ | ------------------------------ | ------------ | ------------ | -------- | -------------- | ---------- |
| 172    | ザドニー・トルジェバニ駅       | -            | 0.0          | 171号線  | 中央ボヘミア州 | ベロウン郡 |
| 172    | ビェレチ駅                     | 3.2          | 3.2          |          | 中央ボヘミア州 | ベロウン郡 |
| 172    | リテニ駅                       | 2.0          | 5.2          |          | 中央ボヘミア州 | ベロウン郡 |
| 172    | スクフロフ・ポド・ブルディ駅   | 2.7          | 7.9          |          | 中央ボヘミア州 | ベロウン郡 |
| 172    | ネスヴァチリ駅                 | 1.9          | 9.8          |          | 中央ボヘミア州 | ベロウン郡 |
| 172    | フシェラヂツェ駅               | 2.0          | 11.8         |          | 中央ボヘミア州 | ベロウン郡 |
| 172    | ヴィジナ駅                     | 1.7          | 13.5         |          | 中央ボヘミア州 | ベロウン郡 |
| 172    | オソフ駅                       | 2.5          | 16.0         |          | 中央ボヘミア州 | ベロウン郡 |
| 172    | ホストミツェ・ポド・ブルディ駅 | 2.7          | 18.7         |          | 中央ボヘミア州 | ベロウン郡 |
| 172    | ラドウシ駅                     | 2.4          | 21.1         |          | 中央ボヘミア州 | ベロウン郡 |
| 172    | ネウミェテリ駅                 | 1.4          | 22.5         |          | 中央ボヘミア州 | ベロウン郡 |
| 172    | ロホヴィツェ駅                 | 4.1          | 26.6         | 200号線  | 中央ボヘミア州 | ベロウン郡 |